# Inteligencia económica

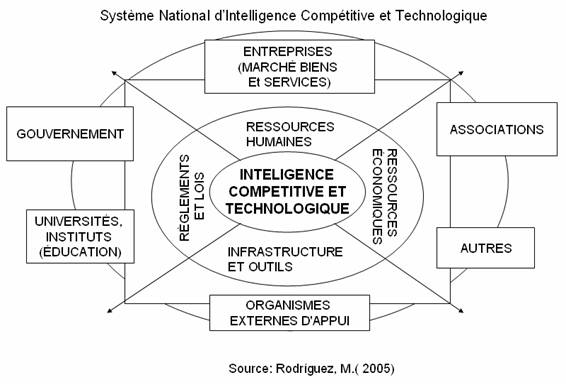
Diagrama sobre el sistema de inteligencia competitiva y tecnológica.

El concepto de inteligencia económica o inteligencia competitiva (a veces también llamada inteligencia empresarial) refiere al conjunto de actividades coordinadas de colecta, tratamiento, y difusión de informaciones útiles a los actores económicos, a efectos de su explotación o utilización fundamentalmente desde el punto de vista práctico, o sea en aplicaciones concretas a casos específicos. A esto se puede agregar las acciones de influencia, de notoriedad, de imagen, así como a todo lo ligado a la protección de informaciones.
La inteligencia económica se distingue del espionaje económico e industrial, ya que sus acciones se desarrollan en forma abierta y sin mayores secretismos, utilizando principalmente fuentes abiertas y medios legales.
La mayoría de los profesionales del sector la conciben desde un ángulo ético y deontológico. El único sindicato del sector en Francia ('Syndicat français de l'Intelligence Économique –SYNFIE–'), siguiendo a la 'Fédération des professionnels de l'intelligence économique' (FéPIE) hoy día desaparecida, obliga por ejemplo a sus adherentes a respetar un código deontológico de comportamiento en este dominio.
La inteligencia económica puede completarse o complementarse con otras « inteligencias », como por ejemplo la inteligencia social que organiza la mutualización de informaciones con orientación a la realización colectiva de una comunidad y de sus diferentes actores económicos.
Los especialistas del dominio muchas veces resumen la inteligencia económica en un tríptico de características : Vigilancia (adquisición de la pertinente información estratégica); Protección de informaciones (no dejar traslucir informaciones muy sensibles); e Influencia (propagar informaciones y normas que favorezcan la propia estrategia).

## Presentación general
Cuando la información estratégica y útil es proporcionada en el momento adecuado, a la persona adecuada, y en un entorno o contexto adecuado, sin duda se obtiene una ventaja competitiva decisiva.
Ciertas empresas sensibles, especialmente en sectores donde hay mucha competencia, como por ejemplo las industrias de armamentos, el sector farmacéutico, o el sector del automóvil, fueron los precursores en preocupaciones ligadas a la inteligencia económica. De todas maneras, raros fueron los que tempranamente anticiparon el éxito e importancia que tendría esta temática. Como principales precursores en Francia, citemos Giat Industries, Elf Aquitaine, Rhône Poulenc, y en Estados Unidos citemos Lockheed, Motorola, IBM.
Lo que es central en la inteligencia económica es la circunstancia que no se reduce a la acumulación desordenada de todo tipo de informaciones con mayor o menor valor estratégico, sino que se trata de producir un conocimiento bien estructurado, para ayudar a instituciones, empresas, y emprendimientos, a combatir y a defenderse en la competición en general, y particularmente en la competición económica en el presente mundo pos guerra fría tan concurrencial.
La mayoría de los especialistas franceses resume la inteligencia económica o inteligencia competitiva en los ejes principales que a continuación se enumeran : 
- Vigilancia / informaciones económicas e institucionales (adquisición de informaciones pertinentes),
- Protección del patrimonio informacional (no hacer conocer sus secretos, no dejar traslucir lo que se sabe)
- Ayuda a la decisión (análisis, cartografía decisional, « Sala de operaciones o Sala de guerra »…)
- Influencia (promover la propagación de informaciones o de modos de comportamiento y de interpretación que favorecen la propia estrategia).

El referencial en inteligencia económica publicado en Francia en el año 2005, pone el acento sobre la trilogía conformada por la adquisición de informaciones (vigilancia…), la protección de informaciones, y la influencia sobre el entorno. Debe insistirse sobre este último aspecto, pues incluye influencia política en apoyo a la conquista de mercados, aunque también influencia en el sentido de "lobby", y también capacidad de imponer normas y reglamentaciones a nivel internacional, así como iconos, valores, e ideas generales, con la intención de favorecer ciertos intereses económicos y/o ciertos enfoques. A diferencia de la información concerniente la vigilancia o la protección del patrimonio informacional, y que debe ser cierta para ser útil, lo referido a la influencia está rodeado de creencias y de metodologías heterodoxas. Lo que importa, no es tanto que sea conforme a la realidad, sino a la cantidad y calidad de las adhesiones que se consigan (ejemplo: legislador o dirigente involucrado con la cosa.
Con el debate sobre el patriotismo económico, este enfoque que pone el acento sobre los factores políticos, ideológicos, y de comunicación de la inteligencia económica, conforma en los hechos cierta especificidad a nivel nacional en Francia.

### Definición
La definición del concepto de inteligencia económica ha sido objeto de fuertes debates teóricos y prácticos. La primera definición de inteligencia económica en sentido moderno, fue la de Harold Wilensky en 1967, en la obra titulada : "L'intelligence organisationnelle", donde establecía la inteligencia económica como la actividad de producción de conocimientos, a fin de servir a una organización en sus objetivos económicos y estratégicos, informaciones todas colectadas y producidas en un contexto legal y a partir de fuentes abiertas.
Esa definición fue retomada y trabajada en un primer momento en Francia, por la 'Commission Intelligence Économique et Stratégie des Entreprises du Commissariat Général du Plan', en el año 1993, bajo la presidencia de Henri Martre, y teniendo especialmente como impulsores y relatores a Christian Harbulot, Philippe Clerc, y Philippe Baumard.

## Ubicación de la inteligencia económica en Francia
La preocupación por la inteligencia económica surgió por la inquietud de ingenieros y técnicos de la industria en cuanto a la mejora en forma continua de los procedimientos de I&D, y particularmente en Francia nació de la mano de hombres y mujeres pertenecientes a sectores muy variados. Ya en el inicio, la voz cantante la llevó el personal enseñante, así como funcionarios y jerarcas del área de la administración estatal y del mundo de los servicios de información; a estos casos deben integrarse técnicos, ejecutivos, y dirigentes de empresas y asociaciones del sector, incluidas algunas asociaciones de exalumnos, y también pensadores y estrategas a título individual o agrupados ; de hecho podría considerarse que el origen se encuentra principalmente en el medio de ingenieros y científicos de alto nivel, quienes confrontados en el día a día a realizaciones cada vez más rápidas y eficaces, optaron por no cubrir todo por sí mismos, y para ello debieron organizarse de una forma diferente, y además disponer de información pertinente cada vez más elaborada y completa para la toma de decisiones.

## Variadas definiciones
Ciertamente el universo de la inteligencia económica es muy vasto, así que en sentido amplio engloba realidades muy diferentes. A título de ejemplo, siguen algunas definiciones que en buena medida reflejan las diferentes tendencias que se han observado en el dominio de la inteligencia económica :
- El informe Martre, obra colectiva de la dirigencia del plan titulado Intelligence économique et stratégie des entreprises (Documentation Française, París, 1994), proporciona la siguiente definición :

« L’intelligence économique peut être définie comme l'ensemble des actions coordonnées de recherche, de traitement et de distribution, en vue de son exploitation, de l'information utile aux acteurs économiques. Ces diverses actions sont menées légalement avec toutes les garanties de protection nécessaires à la préservation du patrimoine de l'entreprise, dans les meilleures conditions de qualité, de délais et de coûts. L’information utile est celle dont ont besoin les différents niveaux de décision de l’entreprise ou de la collectivité, pour élaborer et mettre en œuvre de façon cohérente la stratégie et les tactiques nécessaires à l’atteinte des objectifs définis par l’entreprise dans le but d'améliorer sa position dans son environnement concurrentiel. Ces actions, au sein de l'entreprise, s’ordonnent autour d’un cycle ininterrompu, générateur d’une vision partagée des objectifs de l'entreprise.»
Traducción al español : « La inteligencia económica puede ser definida como el conjunto de acciones coordinadas de investigación, tratamiento, y distribución, orientadas a la presentación y utilización de informaciones útiles a los actores económicos. Las diversas acciones desarrolladas son llevadas a cabo a través de procedimientos legales, con todas las garantías de protección necesarias para la preservación del patrimonio de la empresa o institución solicitante, en las mejores condiciones de calidad, plazos, y costes. Las informaciones útiles son aquellas que son necesarias o convenientes para los diferentes niveles de decisión del solicitante y/o de la colectividad, para así elaborar y poner a punto de manera coherente, las estrategias y las tácticas necesarias a los objetivos que se persiguen, que por lo general incluye mejorar la posición del solicitante en un entorno competitivo. Las acciones, al interior de la empresa o institución solicitante, se ordenan alrededor de un ciclo continuo, generador de una visión compartida de los objetivos. »

- La definición de Christian Harbulot :

« L’intelligence économique se définit comme la recherche et l’interprétation systématique de l’information accessible à tous, afin de décrypter les intentions des acteurs et de connaître leurs capacités. Elle comprend toutes les opérations de surveillance de l’environnement concurrentiel (protection, veille, influence) et se différencie du renseignement traditionnel par : la nature de son champ d’application, puisque qu’elle concerne le domaine des informations ouvertes, et exige donc le respect d’une déontologie crédible ; L’identité de ses acteurs, dans la mesure où l’ensemble des personnels et de l’encadrement – et non plus seulement les experts – participent à la construction d’une culture collective de l’information ; ses spécificités culturelles, car chaque économie nationale produit un modèle original d’intelligence économique dont l’impact sur les stratégies commerciales et industrielles varie selon les pays. »
Traducción al español : « La inteligencia económica se define como investigación e interpretación sistemática de informaciones accesibles a todos, con el fin de desencriptar (descubrir) las verdaderas intensiones de los actores, y de conocer sus capacidades. La inteligencia económica comprende operaciones de vigilancia de los entornos competitivos (protección, vigilancia, influencia), diferenciándose de los enfoques tradicionales por : (A) La naturaleza de las aplicaciones, porque la inteligencia económica siempre involucra a informaciones abiertas y de alguna manera siempre disponibles por medios lícitos, y por tanto exige respeto a una sana deontología ; (B) La totalidad de los actores, y no solamente los expertos, participan en la construcción de una cultura colectiva de la información ; (C) Las especificidades culturales, ya que cada economía nacional produce un modelo original de inteligencia económica, cuyo impacto sobre las estrategias comerciales e industriales varía según la idiosincrasia y las prácticas imperantes en cada país. »

- El informe "Intelligence économique, compétitivité et cohésion sociale",[9] relatorio presentado al Primer Ministro por el diputado Bernard Carayon ('La Documentation Française', París, enero de 2003) – Carayon ha defendido "una política pública en materia de competitividad, seguridad económica, e influencia, especialmente frente a organismos internacionales y de formación. Esa política pública se apoya en una extensa lista de escritos sobre la mundialización que en general toma en cuenta el día a día de los mercados, la aplicación heterodoxa de reglas, los juegos de influencia y de poder". El citado diputado cree esencial defender una "nueva visión" o un "nuevo enfoque", como en su tiempo lo fueron las políticas orientadas al desarrollo de las ciudades, o la vivienda, o el desarrollo durable…". Afirma rotundamente el diputado que la inteligencia económica es "una política pública de identificación de sectores y de tecnologías estratégicas, así como de organización de la convergencia de intereses entre la esfera pública y la esfera privada". Se trata de "una política pública definida por su contenido y por el campo de su aplicación ; el contenido concierne la seguridad económica, y debe definir las actividades a proteger y los medios para obtener este resultado ; también determina cómo acompañar a las empresas en los mercados mundiales, cómo influir sobre las organizaciones internacionales donde en muchos casos se elaboran las normas jurídicas y las reglas profesionales que obligan a Estados, empresas, y ciudadanos".

- La definición de Claude Revel – Esta definición presenta la inteligencia económica en tres secciones: la gestión de informaciones y conocimientos ; la protección ; y la influencia.

« L’intelligence économique, c’est la maîtrise de l’information, le but étant de connaître son environnement extérieur et par conséquent d’adapter par avance sa conduite. Elle permet d’identifier les opportunités et les déterminants du succès, d’anticiper les menaces, de prévenir les risques, de se sécuriser, d’agir et d’influencer son monde extérieur dans une optique de compétitivité internationale. L’intelligence économique se compose de trois volets. Le premier concerne le traitement de l’information. Cela consiste à recueillir les informations nécessaires, à les trier et à les valider. En d’autres termes, ce premier volet consiste à avoir l’information pertinente sur ses concurrents, sur les règles et les normes et d’une manière générale sur tout son environnement extérieur international. Le deuxième volet consiste à se sécuriser au niveau matériel mais surtout au niveau immatériel, c’est-à-dire à avoir la capacité d’anticiper les risques et les problèmes qui se rattachent notamment à la propriété intellectuelle, aux attaques sur son image ou sur son capital. Ce deuxième volet accorde une grande importance à la sécurisation des actifs immatériels. Le troisième volet consiste à savoir influencer et argumenter, convaincre, négocier, faire du lobbying professionnel mais également à savoir exercer l’influence normative en anticipant les règles et les normes internationales et en participant éventuellement à leur élaboration. L’intelligence économique permet de mieux connaître ses concurrents, les donneurs d’ordre, les règles et les normes qui peuvent influencer son activité et donc d’agir sur son environnement au lieu de le subir. Reste à noter que l’intelligence économique doit être déontologique et loin des pratiques d’espionnage, de vol et de trafic d’influence.»
Traducción al español : « La inteligencia económica refiere al buen manejo de la información, por cuanto el objetivo general consiste en conocer la realidad en los aspectos que interesen, para entonces adaptar anticipadamente la propia conducta. La inteligencia económica permite identificar las oportunidades y las posibilidades de éxito, anticipar amenazas y problemas, prevenir riesgos, y asegurarse frente a posibles pérdidas, además de reaccionar e influenciar frente al mundo exterior, con la óptica de alcanzar la competitividad internacional. La inteligencia económica podemos decir que se compone de tres secciones principales. La primera sección concierne el tratamiento de la información, o sea, la colecta de informaciones necesarias que deberán ser ordenadas y validadas. En otros términos, esta primera sección consiste en lograr la información pertinente sobre los competidores siguiendo reglas y normas legales, particularmente en lo que concierne al ámbito internacional. La segunda sección o segundo aspecto consiste en asegurarse frente a problemas o pérdidas, tanto a nivel material como inmaterial, o sea, aquí también debe fortalecerse la capacidad de anticipar riesgos y problemas, por ejemplo los ligados a la propiedad intelectual, a los ataques a la imagen y a la trayectoria, o a posibles pérdidas de capital. Este segundo aspecto debe acordar particular importancia a la securitización de los activos inmateriales. El tercer aspecto consiste en bien saber influenciar y argumentar, tener capacidad para convencer y para negociar, hacer un lobby verdaderamente profesional, pero igualmente saber manejar la influencia normativa, anticipándose de ser posible a reglas y convenciones internacionales, e incluso eventualmente participando en la elaboración de las mismas. La inteligencia económica permite conocer mejor a los competidores así como a quienes son responsables de los encargos y pedidos, imaginando incluso los posibles cambios en las normativas, para así accionar frente a la realidad en lugar de padecerla. Señalemos también que la inteligencia económica debe ser deontológica y alejada de prácticas de espionaje, de tráfico de influencia, y de apropiación indebida en cualquiera de sus formas »

- La definición de Sofiane SAADI – "Una empresa inteligente es una empresa que sabe crear y compartir equilibradamente los valores entre solicitantes y colaboradores, de una manera durable, sabiendo interpretar e integrar los cambios, y adaptándose a las mutaciones económicas, culturales, sociales, y medioambientales".

- La definición de la 'Delegación interministerial de la inteligencia económica'

L’intelligence économique (IE) est à la fois une politique publique élaborée et mise en œuvre par l’Etat et une démarche d’entreprise, avec un objectif commun: le soutien à la compétitivité – L’intelligence économique (IE) consiste à collecter, analyser, valoriser, diffuser et protéger, l’information économique stratégique, afin de renforcer la compétitivité d’un Etat, d’une entreprise ou d’un établissement de recherche. L’IE est un donc un véritable outil d’aide à la décision, qui a vocation à être mis en œuvre par l’ensemble des acteurs économiques : elle permet aux entreprises et aux établissements de recherche de maintenir et de protéger leur compétitivité et à l’Etat de faire des choix stratégiques, d’anticiper et d’accompagner les mutations économiques et de soutenir la croissance. L’IE recouvre des réalités concrètes et opérationnelles pour l’ensemble des acteurs économiques et repose aujourd’hui sur trois composantes : (A) La veille stratégique, c'est-à-dire le recueil, à partir de sources ouvertes, l’analyse, la valorisation et la diffusion d’informations économiques stratégiques ; (B) L’influence, c'est-à-dire la capacité à orienter positivement les décisions d’institutions nationales et internationales et notamment des institutions économiques ; (C) La sécurité économique, c'est-à-dire la protection des informations, des activités et de l’ensemble du patrimoine économique et scientifique, qu’il soit matériel ou immatériel. L’intelligence économique s’inscrit dans le cadre strict de la loi : toute démarche d’intelligence économique, dans ses différentes composantes de veille, d’influence et de sécurité économique, doit se faire avec des moyens légaux et dans le respect de principes déontologiques.
Traducción al español: La inteligencia económica (IE) es a la vez una política pública elaborada y puesta en marcha por el Estado, y un enfoque empresarial, con un objetivo común : DAR APOYO A LA COMPETITIVIDAD – La inteligencia económica (IE) consiste en colectar, analizar, valorizar, difundir, y proteger, la información económica estratégica, con el fin de reforzar la competitividad de un Estado, de una empresa, o de un centro de investigación. La IE por cierto es una verdadera herramienta de ayuda a la decisión, que tiene vocación para que sea impulsada y puesta en marcha por un amplio conjunto de actores económicos, permitiendo a las empresas y a los institutos de investigación, y a otros establecimientos similares, mantener y proteger su propia y respectiva competitividad y sustentabilidad, y colaborando para que el Estado pueda implementar sus políticas estratégicas, anticipando y acompañando las mutaciones económicas, y sosteniendo el crecimiento. La IE cubre realidades concretas y operativas en lo que respecta a los diferentes actores económicos, y hoy día se apoya en tres componentes o ejes principales : (A) La vigilancia estratégica o anticipación estratégica, que partiendo de fuentes abiertas, consiste en colectar, analizar, valorizar, y difundir, informaciones económicas estratégicas ; (B) La capacidad de influenciar e incidir, es decir, la capacidad de orientar positivamente las decisiones y orientaciones de instituciones nacionales e internacionales, especialmente las que refieren a instituciones económicas ; (C) La seguridad económica, es decir, todo lo referido a la protección de informaciones y de actividades y de perfiles personales e institucionales, todo lo referido a lo que podríamos llamar patrimonio económico y científico, sea el mismo tanto material como inmaterial. La inteligencia económica se inscribe en el ámbito estricto de la ley y de lo legal : toda iniciativa o acción de inteligencia económica, en sus diferentes componentes de anticipación (vigilancia), influencia, y seguridad, debe cumplirse usando medios legales, y con el respecto estricto de principios deontológicos.

### Formas de la inteligencia económica
La inteligencia económica ha gestado un concepto asociado que es el de la inteligencia económica territorial. Esta última, tal como fue concebida y definida por el prefecto Rémy Pautrat, sugiere y permite organizar un sistema con sentido, con una estrategia coherente al servicio del crecimiento económico y del empleo, con acciones variadas de ordenamiento territorial (en francés: aménagement du territoire), así como de política industrial y de crecimiento en general, que son llevadas a cabo a escala tanto central como local, con cierto déficit en coordinación (para así dar lugar a una mayor libertad y creatividad).
En consecuencia, podemos en sentido amplio definir la inteligencia territorial como la valorización, la coordinación, y la protección de las ventajas económicas y del saber hacer tanto industrial como tecnológico, en relación a los territorios concernidos y al correspondiente tejido de PME-PMI, con el fin de obtener ventajas comparativas decisivas en relación a la competencia regional y mundial.
Pero… ¿concretamente, qué es lo que comporta y constituye la inteligencia territorial? Bueno, en lo esencia se compone de cuatro tipo de acciones integradas en una unidad o un dispositivo unificado y coordinado.
- El primer tipo de acción es la propia inteligencia económica territorial (IET), con elaboración de estrategias concertadas de desarrollo económico y tecnológico para los territorios concernidos, apoyándose en polos de competitividad, que serían ejemplos emblemáticos de desarrollos estratégicos en las diferentes zonas o regiones. Las estrategias señaladas se apoyan y orientan en las especialidades y especificidades locales, en el saber-hacer de las filiales de excelencia local que pudieran existir, y la puesta en valor de todas las posibles ventajas detectadas vía redes organizadas de trabajo e intercambio amplio y organizado de ideas e informaciones. En suma, se trata de crear una verdadera dinámica regional de cooperación, favoreciendo el agrupamiento de los servicios estatales entre sí y con los de las colectividades territoriales y los de las empresas (especialmente las pequeñas y medianas PME-PMI), así como con los de las universidades y otros centros de enseñanza y centros de investigación, especialmente en lo que conciernen a proyectos estratégicos comunes.

- El segundo tipo de acción consiste en la definición y la preservación de un perímetro económico estratégico, es decir, un conjunto de empresas con actividad en el dominio de las tecnologías sensibles, y que conviene proteger por razones locales pero sobre todo por razones de interés nacional o regional así como para de una manera u otra conquistar posiciones privilegiadas en los mercados muy rentables de tecnologías duales (i.e. referentes tanto a dominios militares como civiles).

- El tercer tipo de acción se refiere a la constitución de redes de expertos y de quienes tienen poder de decisión, en relación a empresas, en relación a la administración, pero también en relación al gobierno y al Estado, en relación a las universidades y centros de investigación, y también en cuanto a otros diferentes actores ligados al desarrollo local económico-social..

- El cuarto tipo de acción se refiere a la sensibilización y a la propia formación de la inteligencia económica, pues esta última es indispensable en la construcción de la competitividad durable y sostenible de las empresas.

En efecto, la escena internacional y la propia evolución de las naciones hoy día deben interpretarse con la ayuda de una serie de buenas lecturas. Hemos entrado en la economía del saber, donde el cambio y el dinamismo es enorme, y donde apenas si comenzamos a entender la línea de un nuevo modo de acción cuando surgen otros paradigmas que superan en mucho estas ideas. La llamada "economía del conocimiento" es corolario de la mondialización vertiginosa de intercambios y de ideas. Uno de los elementos esenciales del capital estratégico (de la base estratégica) que hoy día determina la prosperidad de las sociedades y la competitividad de las empresas (y por lo tanto la evolución del empleo) es la "información". Por lo tanto, saber buscarla, saber tratarla y resumirla, saber difundirla (al mismo tiempo de ir convenientemente protegiendo los datos sensibles que deben ser reservados), es una de las tareas prioritarias de todos los actores económicos, a la par de estar en la base misma del concepto de "inteligencia económica".

## Historia (antecedentes)
La inteligencia económica, en tanto búsqueda de informaciones y explotación (utilización) de las mismas con un objetivo económico, existe desde hace mucho. En la historia, con frecuencia ha estado ligada a exploraciones, viajes, comercio, e informaciones aportadas por exploradores, viajeros, y comerciantes…
En otros tiempos, las crónicas de viaje han sido muy interesantes fuentes de información, tanto para las empresas como para los gobiernos.
Sin llegar a remontarse a la Antigüedad, se podría citar el comercio establecido a partir de la República de Venecia, las exploraciones de los misioneros (sobre todo franciscanos) en Asia y hasta Extremo Oriente (China) en el siglo XIII, y la consignación de informaciones bajo forma de escritos de viaje (informaciones geográficas, botánicas…). Por cierto, también debe citarse a Marco Polo y al relato titulado Il Milione que en su momento conoció gran suceso.
Otra fuente histórica, actualmente reestudiada en Francia, es la que tuvo origen en el explorador belga Jean de Mandeville quien, después de un viaje de 34 años en Asia (tiempo considerable aún para la época), compiló en varias lenguas los relatos sobre sus propios viajes (1322-1356) así como sobre los de algunos exploradores anteriores, bajo una forma por momentos esotérica o mística, por lo que antes no fue muy tenido en cuenta. Jean de Mandeville se puso al servicio de los ingleses, cuando Francia aún estaba enfrascada en la llamada "Guerra de los cien años".
Las obras de Jean de Mandeville fueron impresas en diferentes idiomas en la segunda mitad del siglo XV, y muy posiblemente entonces fueron leídas por el joven Cristóbal Colón, quien tal vez así comprendió que la Tierra era redonda (en realidad, ello ya se sabía en ciertos medios cultivados europeos). Así, las informaciones geográficas estructuradas en forma cartográfica permitieron a los europeos, de hecho, adquirir la supremacía mundial en el siglo XVI.
Pasemos ahora al siglo XVIII, cuando los colonos anglófonos establecidos en América del Norte, se revelaron contra la corona británica, en buena medida porque no querían pagar las tasas que se les exigía, reivindicando así su derecho a la independencia. Uno de los impulsores de este enfoque, Thomas Jefferson, defendió con fuerza los principios de la propiedad intelectual, pues entendía se encontraban en la propia cultura de la nueva nación.
En la segunda mitad del siglo XIX, los Estados Unidos conocieron un período de muy fuerte inmigración desde Europa (Europa central, Irlanda, Italia…). Por tanto, se sintió fuerte la necesidad de contabilizar la población, utilizándose para ello la técnica que llevaba consigo el uso de la tarjeta perforada Hollerith y de la mecanografía; se consiguió así realizar el primer censo semi-automatizado de la historia.
Durante la Segunda Guerra Mundial, el centro de informaciones de Londres, donde esencialmente trabajaban estadounidenses e ingleses, sacaba partido de todas las informaciones con origen en el continente europeo y en otras partes del mundo. Sin duda los anglo-sajones fueron muy hábiles durante ese gran conflicto mundial en cuanto a colecta y tratamiento de informaciones.
Esta cultura de manejo informativo, permitió a los estadounidenses de desarrollar los primeros sistemas de tratamiento electrónico de la información (ordenadores) en el entorno del año 1942 (en buena medida implementando las ideas de John von Neumann), y en una primera instancia con orientación a la reconversión de la industria estadounidense en economía de guerra, lo que en su momento significó sin duda un enorme esfuerzo.
Las reflexiones teórico-prospectivas sobre la información en esa época (y sobre todo en 1948-1949, o sea, poco después de la aparición de la primera computadora operativa) obviamente estaban fundadas sobre modelos de comunicación bastante simplistas : transmisión de un emisor a un receptor (cf. Claude Shannon).
La visión actual de la inteligencia económica representa una evolución sin duda muy importante respecto del enfoque clásico sobre la información, en la medida que el surgimiento de Internet (Web, mensajería electrónica), así como de redes informáticas dedicadas (Intranet, Extranet), con multiplicidad de emisiones y recepciones, permite un efecto de retroalimentación que en gran escala eran inconcebibles y no operativos en los sistemas telegráficos y telefónicos tradicionales, máxime que al inicio mucha cosa era analógica y no numérica, tanto en la radiodifusión como en la televisión. La informática de empresa tuvo un fuerte empuje en los años 1970, a pesar de que en esos tiempos los procesamientos se hacían hacia dentro de cada institución, con pocos intercambios de información hacia afuera, y cuando ellos se daban, implementados de manera rudimentaria y poco operativa.
Internet sin duda no es ni un concepto ni una herramienta menor, y en pocos años ha cambiado nuestras vidas.

### Obras generales de consulta
- Éric Denécé, Claude Revel, L'autre guerre des États-Unis, Économie : les secrets d'une machine de conquête, Robert Laffont, 2005.
- Bernard Carayon, Intelligence économique, compétitivité et cohésion sociale, informe publicado en junio de 2003.
- Almirante Pierre Lacoste, Défense nationale et sécurité collective, les métiers de l'intelligence économique, febrero de 2006.
- Gagliano Giuseppe, Intelligence economica nell'interpretazione di Eric Denece,  febrero de 2013.

### Otras obras
En esta sección, la bibliografía es presentada en orden anticronológico, de manera de enumerar primero los documentos más recientes en materia de "inteligencia económica".
- Antoine Violet-Surcouf (dirección), Influence et Réputation sur Internet : communautés, crises et stratégies, La Bourdonnaye, 2013.
- Christian Harbulot (dirección),  Manuel de l'intelligence économique, obra colectiva, Presses Universitaires de France, 2012.
- Claude Revel, "La France : un pays sous influences ?", Vuibert, 2012.
- Alphonse Carlier, intelligence économique et knowledge management, 2012.
- Christophe Deschamps, Nicolas Moinet (Dirección), La Boîte à Outils de l'intelligence économique, Dunod, 2011.
- Nicolas Moinet, Intelligence économique: Mythes et réalités, Ediciones CNRS, 2011.
- Nicolas Moinet, Petite histoire de l'intelligence économique : une innovation « à la française », L'Harmattan, 2010.
- Bertrand Warusfel, « L'intelligence juridique : une nouvelle approche pour les praticiens du droit », 'Le Monde du droit', 1-15 de abril de 2010.
- Amos David, Intelligence économique et problèmes décisionnels, Lavoisier : Hermès Science publications coporation, 2010.
- Sophie Larivet, Intelligence économique : enquête dans 100 PME, L'Harmattan, febrero de 2009.
- Ludovic François, Intelligence territoriale, Lavoisier, 2008.
- François-Bernard Huyghe, Maîtres du faire croire: De la propagande à l'influence, Vuibert, 2008, ISBN 978-2-7117-1194-9.
- Philippe Bonny, Stratégies d'intelligence des organisations, Inevidence, artículo de revista 'La revue trimestrielle du réseau Ecrin' n° 69, octubre de 2007, telecarga en pdf.
- Luc Grivel, « Comment faire face à l’explosion des volumes d’information ? », Universidad París-I, artículo de la revista Recherche, technologie & société n° 62, enero de 2006.
- Pierre Mongin, Frank Tognini, Petit Manuel d'intelligence économique au quotidien, Dunod, marzo de 2006.
- Bouchet Yannick, L'intelligence économique territoriale, une approche ingénièrique dans une municipalité de moyenne dimension, ediciones Universitaire Européennes, 2010 ... tesis de doctorado, 2006, 430 págs.
- Christian Marcon & Nicolas Moinet, L'intelligence économique, Dunod, colección Les Topos, 2006.
- Eric Delbecque, L’intelligence économique, PUF, 2006.
- Frédérique Péguiron (bajo la dirección de Odile Thiéry), « Application de l'Intelligence Economique dans un Système d'Information Stratégique universitaire : les apports de la modélisation des acteurs » (enlace roto disponible en Internet Archive; véase el historial, la primera versión y la última)., Universidad Nancy 2, tesis presentada el 16 de noviembre de 2006.
- Mourad Oubrich, La création des connaissances dans un processus d'intelligence économique : Contribution conceptuelle et étude empirique, marzo de 2005.
- Bernard Besson (coordinación), Référentiel de formation à l'intelligence économique, 2005.
- Eric de Fontgalland, Intelligence des marchés et développement international, Hermes Lavoisier, 2005.
- Bernard Besson, Jean-Claude Possin, L'intelligence des risques, Dunod, 2005.
- Rémy Pautrat, La compétitivité des territoires, artículo en « L’intelligence économique » de la revista 'Administration', diciembre de 2004.
- Bernard Besson, Dominique Fonvielle, Michel Fourez, Jean-Pierre Lionnet, Modèle d'intelligence économique, AFDIE (Association Française pour le Développement de l'Intelligence Economique), revista Economica (colección dirigida por Jean-Louis Levet), 2004.
- Ludovic François, Business sous influence, Éditions d’Organisation, París (2004), 250 págs.
- Pascal Frion, Accompagnement à la recherche d'information économique : l'intelligence économique expliquée pour une PME-PMI, A.r.n. Éditions (2004), ISBN 2-9516800-0-7.
- Pascal Frion, Accompagnement au traitement de l'information essentielle : la veille et la gestión de l'information pour une PME-PMI, A.r.n. Éditions (2004), ISBN 2-9516800-1-5.
- Maryse Salles, Stratégies des PME et intelligence économique, une méthode d'analyse du besoin, 2003.
- Bernard Besson, Jean-Claude Possin, L'audit d'intelligence économique, mettre en place et optimiser un dispositif coordonné d'intelligence collective, Dunod, 2002.
- Jean-Louis Levet, Les pratiques de l'intelligence économique, huit cas d'entreprises, Economica, 2002.
- Franck Bulinge, « L'intelligence économique pour les PME-PMI », 2002.
- Jérôme Dupré, Renseignement et entreprises, intelligence économique, espionnage industriel et sécurité juridique, Lavauzelle, 2002.
- Bernard Besson, Jean-Claude Possin, Du renseignement à l'intelligence économique, Dunod (2002), ISBN 2-10-005628-X.
- Dominique Fonvielle, De la guerre… économique. Paris, PUF, 2002, 233 págs.
- Frank Bournois, Pierre-Jacquelin Romani, L'intelligence économique et stratégique dans les entreprises françaises, [editor] Institut des hautes études de défense nationale (prefacio de Christian Pierret), 2000.
- Bertrand Warusfel, « Intelligence économique et pratiques juridiques », Revue d'intelligence économique n° 5, octubre de 1999.
- Frédéric Le Roy, Stratégie militaire et management stratégique des entreprises: Une autre approche de la concurrence. París, Economica, 1999, 250 págs.
- Jean-François Bigay, La nouvelle nationalité de l’entreprise, Commissariat Général du Plan, La Documentation française, París (1999), 271 págs.
- Bruno Martinet, Yves-Michel Marti, L'intelligence économique : comment donner une valeur concurrentielle à l'information, primera edición 1996, segunda edición 2001, ISBN 2708125117.
- Bruno Martinet, Yves-Michel Marti, L'intelligence économique : les yeux et les oreilles de l'entreprise, Editions d'Organisation, París (1995).
- Gil Fiévet, De la stratégie militaire à la stratégie d’entreprise, InterÉditions, París (1992), 271 págs.
- Christian Harbulot, La machine de guerre économique, Economica, París (1992), 163 págs.
- Bernard Esambert, La guerre économique mondiale, Olivier Orban, París (1991), 296 págs.
- Philippe Baumard, "Stratégie et surveillances des environnements concurrentiels.", Masson, París (1991).
- Christian Harbulot, Techniques offensives et guerre économique, Éditions Aditech, París (1990), 156 págs.
- Guy Devillebichot, Initiation à l'intelligence économique , Privat, Toulouse (1968), 159 págs.

## Estudio de casos
- René Rohrbeck, Michaël Maitreau, Comment identifier et profiter des disruptions externes : Le système d'intelligence économique de Deutsche Telekom Archivado el 31 de octubre de 2008 en Wayback Machine., Coloquio VSST 2007 (Veille Stratégique Scientifique & Technologique), 21-26 de octubre de 2007, Marrakech, Marruecos.

### Generalidades
- Estrategia empresarial ; Análisis DAFO
- Inteligencia ; Decisión ; Inteligencia colectiva
- Inteligencia cultural
- Economía del conocimiento
- Espionaje

### Normalización y seguridad de la información
- Normalización
- Norma
- Anexo:Normas ISO
- Seguridad de la información
- Seguridad informática
- Fuga de información

### Frases, conceptos y métodos
- Inteligencia empresarial
- Benchmarking
- Gestión del conocimiento (en inglés: knowledge management)
- Ingeniería inversa o Retro-ingeniería
- Libro blanco
- Juegos de guerra en negocios (en inglés: Business-wargame)

### Memoria
- Metadato
- Minería de datos (en inglés: Data mining)
- Almacén de datos (en inglés: Data Warehouse)
- Sistemas de soporte a decisiones
- Secreto industrial